# Hùng Tiến, Kim Sơn
Hùng Tiến là một xã thuộc huyện Kim Sơn, tỉnh Ninh Bình, Việt Nam.

## Địa lý
Xã Hùng Tiến nằm cách trung tâm thành phố Hoa Lư 22 km, có vị trí địa lý:
- Phía đông giáp xã Ân Hòa
- Phía tây giáp xã Như Hòa
- Phía bắc giáp huyện Yên Khánh
- Phía nam giáp Sông Đáy.

Xã Hùng Tiến có diện tích 5,35 km², dân số năm 2022 là 6.507 người, mật độ dân số đạt 1.216 người/km².
Đây là một xã có đường quốc lộ 10 nối thành phố Hoa Lư với thị trấn Phát Diệm đi qua.

## Lịch sử
Đây là một xã thuộc vùng đồng bằng, có lịch sử hình thành từ việc khai mở đất hoang ven biển cùng với huyện Kim Sơn năm 1829.

## Kinh tế
Xã Hùng Tiến nằm ở ngã 3 đầu mối giao thông giữa quốc lộ 10 và đường liên huyện ra đò 10, xã này cũng có chợ Quy Hậu là chợ lớn thứ 2 ở huyện Kim Sơn, sau chợ Nam Dân chủ thị trấn Phát Diệm. Trên địa bàn xã còn có Quỹ tín dụng nhân dân hoạt động trong lĩnh vực tiền tệ, tín dụng.

## Văn hóa
Nhà thờ Giáo xứ Phú Hậu thuộc giáo phận Phát Diệm nằm trên địa bàn xã.